# ويليام إس. شوارتز
ويليام إس. شوارتز (بالإنجليزية: William S. Schwartz)‏ هو رسام وفنان أمريكي، ولد في 23 فبراير 1896 في Smarhon ‏ في روسيا البيضاء، وتوفي في 10 فبراير 1977 في شيكاغو في الولايات المتحدة.